# Commission de lutte contre la criminalité de la Nouvelle-Galles du Sud
La Commission de lutte contre la criminalité de la Nouvelle-Galles du Sud est une société publique du gouvernement de la Nouvelle-Galles du Sud. Créée en 1986, elle est régulée par la loi sur la Commission contre la criminalité de 2012, dont l'objet est de réduire le crime organisé et les autres crimes graves dans l'État de Nouvelle-Galles du Sud, en Australie. 